# Federica Primavera
Federica Primavera (Vimercate, 3 luglio 1990) è una ciclista su strada e pistard italiana, senza squadra dopo la fine del contratto con la Forno d'Asolo-Colavita.

## Carriera
Nella categoria Giovanissimi corse nella Pagnoncelli con ottimi risultati (in ogni gara su strada e su pista conquistava l'oro piazzandosi anche prima dei maschi).
Ai campionati italiani su strada del 2003 a Santa Croce sull'Arno, al suo primo anno nella categoria Donne esordienti, si aggiudicò il titolo di campionessa italiana. Qualche giorno più tardi, ai campionati italiani su pista a Firenze dovette vedersela con atlete di un anno più grandi, ma riuscì anche in questa occasione ad aggiudicarsi il titolo di campionessa italiana, nella prova di velocità, mentre nella corsa a punti salì sul podio aggiudicandosi la medaglia di bronzo.
Nel 2004, a Osio Sotto, vinse la medaglia d'argento nella corsa in linea, mentre su pista, a Dalmine, si aggiudicò due medaglie d'argento, nella velocità e nello scratch, e una medaglia di bronzo nella corsa a punti. L'anno successivo concluse al quarto posto la prova su strada.
Ai campionati italiani su pista del 2006 a Dalmine, nella categoria allieve, si classificò terza nei 500 metri, seconda nella velocità a squadre, nella corsa a punti e nello scratch. Ai campionati su strada a Imola conquistò la medaglia di bronzo, ripetendosi due anni dopo a Sondrio.
Nel 2007, al suo primo anno tra le Juniores, fu convocata nella Nazionale italiana come riserva ai campionati europei su strada a Sofia, in Bulgaria, mentre nel 2008 partecipò all'edizione disputatasi a Verbania e agli europei di su pista di Pruszków, in Polonia. Nello stesso anno prese parte ai Campionati del mondo juniores a Città del Capo, classificandosi al decimo posto.
Nel 2009, stagione del debutto tra le Elite, vinse due medaglie d'argento, nel kerin e nello scatch, e una medaglia di bronzo nella corsa a punti ai campionati italiani su pista, e partecipò con la nazionale italiana agli europei di Hooglede in Belgio.
Nel 2010, in cui corse con il Team System Data, si aggiudicò il Trofeo Coltivatori Sancarlesi.

## Palmarès
- 2010 (Team System Data)

Trofeo Coltivatori Sancarlesi

## Piazzamenti

### Competizioni mondiali
- Campionati del mondo

Città del Capo 2008 - In linea Juniors: 10º